# Jean Bilhères de Lagraulas
Jean Bilhères de Lagraulas OSB (ur. w 1434 albo 1439 w Gaskonii, zm. 6 sierpnia 1499 w Rzymie) – francuski kardynał.

## Życiorys
Urodził się w 1434 albo 1439 roku w Gaskonii. W młodości wstąpił do zakonu benedyktynów, a po przyjęciu święceń kapłańskich został doradcą Ludwika XI. 5 lipca 1473 roku został wybrany biskupem Lombez. Cztery lata później został ambasadorem francuskim przed Ferdynandem Aragońskim. Po śmierci króla, regenci Francji mianowali Bilhèresa przewodniczącym sądu posiłkowego. Karol VIII mianował go ambasadorem w Królestwie Niemieckim, dzięki czemu biskup mógł negocjować warunki traktatu pokojowego z Maksymilianem I. W 1491 roku został biskupem koadiutorem Saintes, jednak rok później zrezygnował z funkcji. 20 września 1493 roku został kreowany kardynałem prezbiterem i otrzymał kościół tytularny S. Sabina. Dwa lata później negocjował porozumienie pomiędzy Karolem VIII a Aleksandrem VI, jednak bez powodzenia. W 1496 roku został biskupem Condom, a w 1498 – Viviers. W tym samym roku zlecił Michałowi Aniołowi wykonanie piety watykańskiej. 4 sierpnia 1499 roku zrezygnował z diecezji Lombez, a dwa dni później zmarł w Rzymie.